# Felix Schweighofer
Répertoire
- Oberst Ollendorf dans Der Bettelstudent de Carl Millöcker (1882)
- Pappacoda dans Eine Nacht in Venedig de Johann Strauss II(1883)
- Nasoni dans Gasparone de Carl Millöcker (1884)

Felix Schweighofer, nom de scène de Felix Dammer (né le 20 novembre 1842 à Brünn, mort le 28 janvier 1912 à Blasewitz) est un acteur et chanteur d'opérettes autrichien.

## Biographie
Felix Schweighofer, fils d'un comptable, fait ses débuts à Krems an der Donau en 1862 et joue sur des scènes plus petites jusqu'en 1869, où il réussit en tant que jeune comédien. Cette année-là, il obtient un engagement à Odessa, l'année suivante, il déménage au théâtre de la ville de Graz. Sur la recommandation de Franz von Suppé, il vient au Strampfer-Theater à Vienne, puis au Theater an der Wien, où il est engagé de 1873 à 1883, après quoi il joue deux saisons au Carltheater de Vienne. Il devient surtout connu pour son apparition dans les premières d'opérettes : Der Bettelstudent de Carl Millöcker, Johann Strauss II (Blindekuh, Der lustige Krieg, Das Spitzentuch der Königin, Eine Nacht in Venedig).
Dans son domaine, il y a une rivalité permanente avec Alexander Girardi, qui le pousse finalement à déménager en Allemagne en tant qu'acteur et chanteur.
Il choisit Dresde, où il s'était déjà produit au Théâtre de la Résidence. Devenu riche grâce à ses succès, il achète vers 1887 une villa au Leubnitzer Str.18 (détruite en 1945, aujourd'hui site du lycée Fritz-Löffler (de)).
À partir de 1901, il fait également des apparitions régulières au Théâtre central (de) et en 1904, lorsqu'il prend sa retraite, il déclare avoir donné des apparitions dans 84 villes (notamment en 1899 au Théâtre de l'Irving Place (en) de New York).
En 1904, il put se faire construire une villa à Blasewitz (plus tard Villa zur Lippe, adresse actuelle Käthe-Kollwitz-Ufer 88), qu'il revend à nouveau en 1908 pour acheter sur la propriété voisine (adresse actuelle: Käthe-Kollwitz-Ufer 87) et faire construire une nouvelle villa, Felixhof, pour lui et sa seconde épouse (détruite en 1945).
Il est enterré dans un système de crypte spécialement conçu pour sa première épouse Rosa (née Schaffer, 1841-1896) en calcaire français et granit de Lusace (de) dans le cimetière Saint-Jean de Dresde (de), où sa seconde épouse Friederike (« Fritzi Blum », 1851–1945) est enterrée à côté de lui. La sculpture centrale et les médaillons en bronze de ce complexe sont créés par Robert Diez, l'architecte est Paul Wallot. Le lieu est restauré entre 2014 et 2016.